# Diógenes Lara
Diógenes Lara (ur. 6 kwietnia 1903, zm. 1971) – boliwijski piłkarz grający na pozycji pomocnika.
Karierę klubową spędził w Club Bolívar. Był w składzie reprezentacji Boliwii podczas mistrzostw świata 1930.